# Dörnbach (Kirchzell)

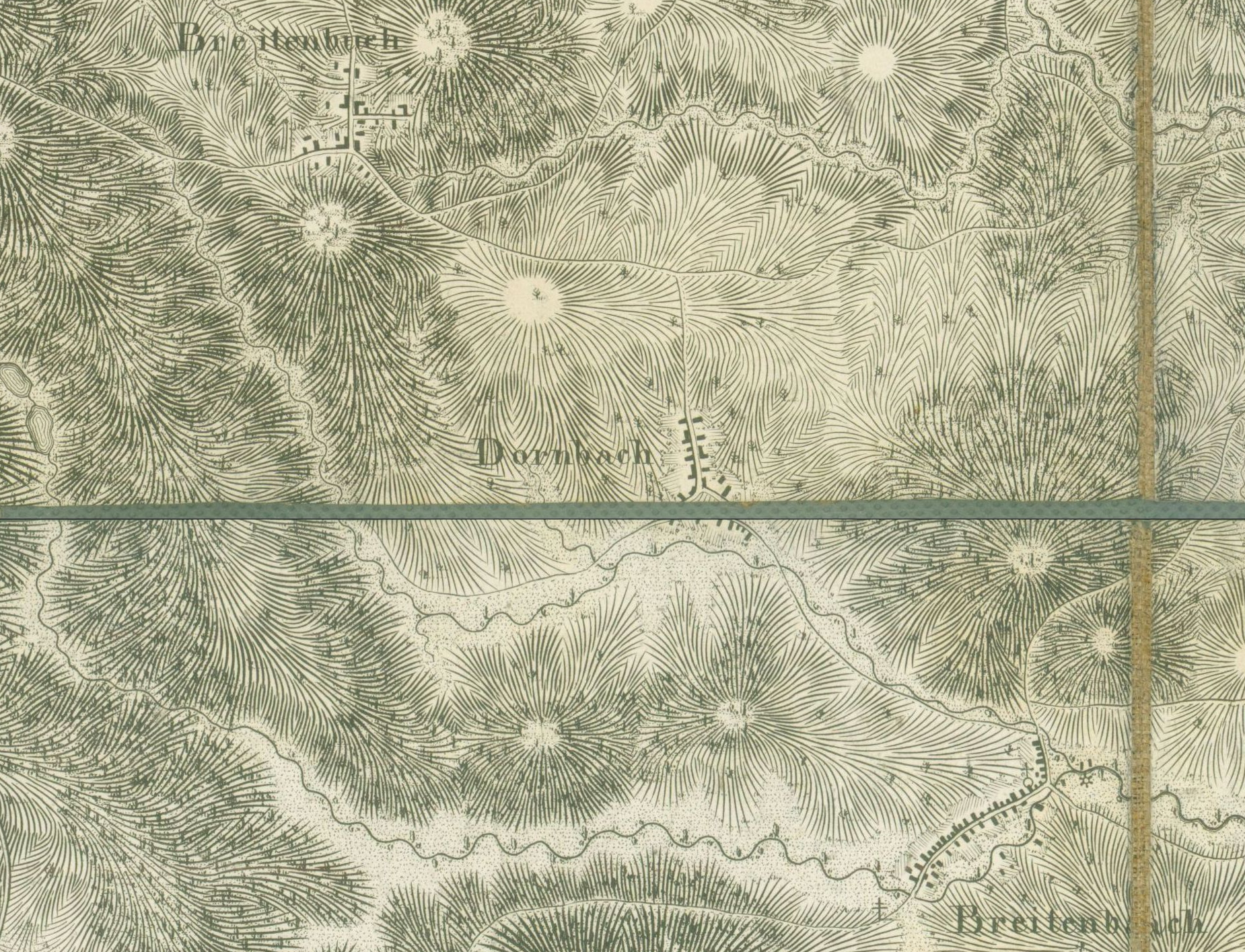
Dörnbach auf einer Karte um 1800

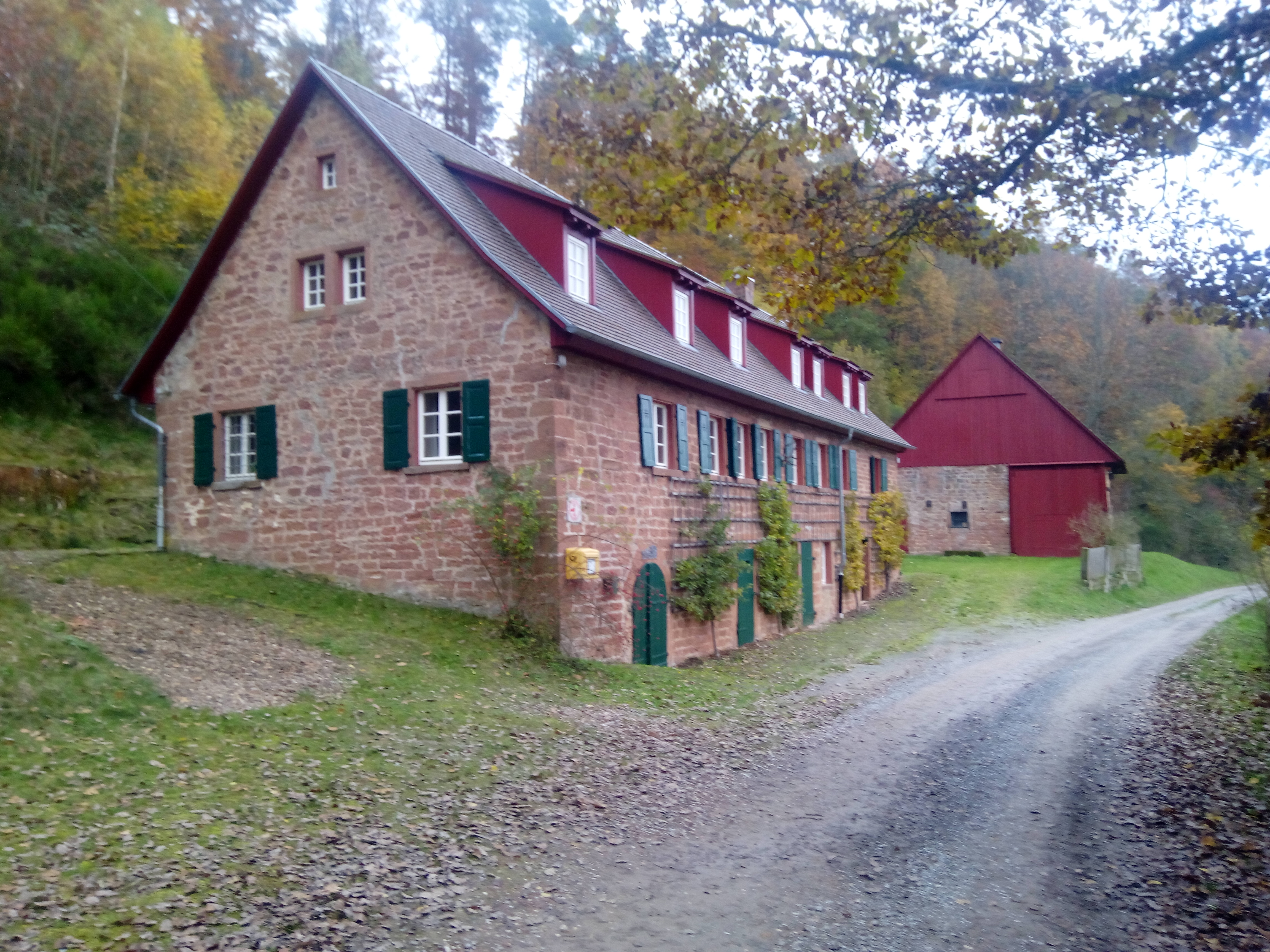
Ehemaliges Forsthaus in Dörnbach

Dörnbach ist ein Gemeindeteil des Marktes Kirchzell im unterfränkischen Landkreis Miltenberg in Bayern.

## Geographie
Der Weiler liegt im Odenwald im Tal des Dörnbaches auf 335 m ü. NHN am Fuße der Dörnbachshöhe (405 m) und des Finkenbuschkopfes (541 m) zwischen Breitenbuch und Breitenbach.

## Geschichte
Dörnbach war Teil der Gemeinde Watterbach, die am 1. Januar 1975 in den Markt Kirchzell eingegliedert wurde.